# Epitonium candidissimum
Epitonium candidissimum is een slakkensoort uit de familie van de Epitoniidae. De wetenschappelijke naam van de soort is voor het eerst geldig gepubliceerd in 1877 door Monterosato.